# Domasław (Kobierzyce)
Domasław (deutsch Domslau) ist ein Ort in der Landgemeinde Kobierzyce (Koberwitz, 1937–1945 Rößlingen) im Powiat Wrocławski der Woiwodschaft Niederschlesien in Polen.

## Lage
Domasław liegt etwa 15 Kilometer südwestlich von Breslau. Nachbarorte sind Tyniec Mały (Klein Tinz) im Westen, Bielany Wrocławskie (Bettlern) im Norden und Księginice (Kniegnitz) im Osten.

## Geschichte

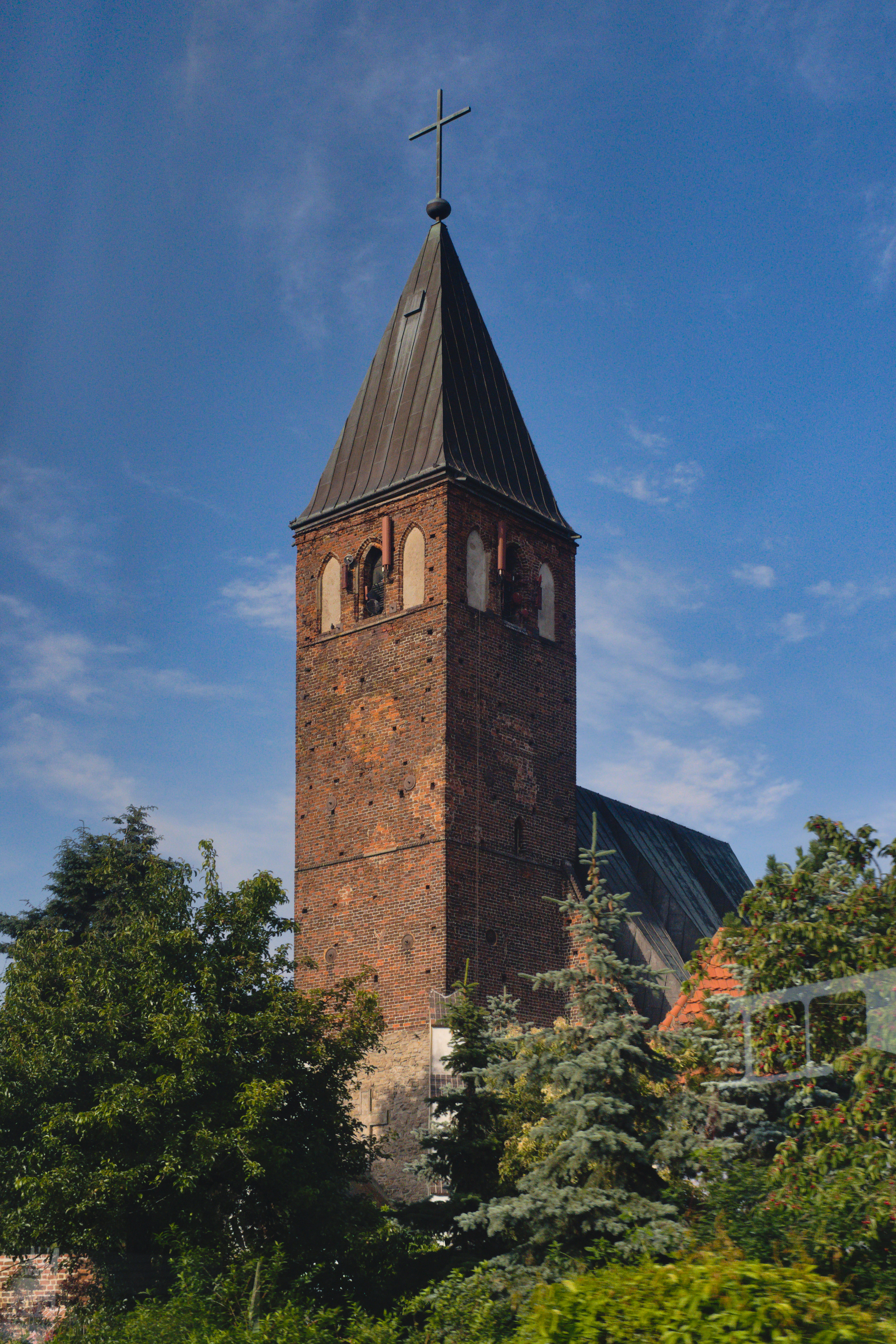
Kirchturm

Neuzeitliche archäologische Grabfunde belegen eine Besiedlung des Gebietes seit der Hallstattzeit. Domslaus Geschichte geht weit zurück. Der Ortsname ist polnischen Ursprungs und könnte so viel wie Ehrenhaus bedeuten. Der Ort war zunächst herzogliches Gut. Die Ersterwähnung erfolgte 1214 in einem Dokument des Herzogs Heinrich I. des Bärtigen, der den jährlichen Markt vor der Stiftskirche des hl. Vinzenz mit dem neunten von allen Jahrmärkten u. a. nach „Domezlau“ verlegte. Der Ort scheint später das Marktrecht wieder an das bedeutendere Breslau verloren zu haben. 1288 erhielt Domslau erstmals deutsches Recht und Flämische Hufen. 
1306 beinhaltete Domslau ein Gut von zehn 1/4 Hufen, das etwa den fünften Teil des gesamten Gutes ausmachten. 1306 urkundete Herzog Boleslaus von Schlesien, dass vor ihm Lukas, Sohn des Domizlaus, zehn 1/4 Hufen von seinem Erbgut „Lucaschowicz“, einstmals „Domslawicz“, dem Bürger von Breslau Wilhelm (von Senitz) verkauft habe. Durch die Bestätigung verlieh der Herzog dem Käufer für seine Hufen deutsches Recht. 1336 hieß der Ort wiederum „Dombslaw“ und 1339 „Domssla“. 1353 besaß Domslau 54 Zinshufen und ein Vorwerk. 1458 erscheint als Besitzer Christoph Skopp, Erbherr auf Domslau, der mit seinem Bruder Heinze Skopp Jax Roth an der Schwelle der Domkirche von Breslau erstach. 1552 vermachte der Breslauer Ratsherr Hanns Kulmann Domslau dem Hospital St. Bernhard in Breslau. Verwaltet wurde der Ort von einem städtischen Magistrat. Später übertrug man die Patrimonium-Gerichtsbarkeit an das königliche Landgericht.
Nach dem Ersten Schlesischen Krieg fiel Domslau 1741/42 mit dem größten Teil Schlesiens an Preußen. Nach der Neugliederung Preußens gehörte Domslau zum Landkreis Breslau, mit dem es bis zu seiner Auflösung 1945 verbunden blieb. Der Kreis unterstand der Kriegs- und Domänenkammer Breslau, bis er im Zuge der Stein-Hardenbergischen Reformen 1815 dem Regierungsbezirk Reichenbach der Provinz Schlesien zugeordnet wurde. 1845 zählte der Ort 66 Häuser, eine Freischoltisei, ein Armenhaus, 588 Einwohner (79 katholisch und der Rest evangelisch), eine evangelische Pfarrkirche, eine evangelische Schule mit zwei Lehrern, eine katholische Kirche zu Bettlern, eine Windmühle, fünfzehn Handwerker, vier Leinwebstühle und vier Kramer. Das alte Pfarrwidum hieß „Warusche“ oder „Karlau“. Das Vorwerk, ein Gut mit sechs Hufen, fiel noch vor der Reformation an das Breslauer Kollegiatstift Heilig Kreuz, nach der Säkularisation wurde es privatisiert.  
Als Folge des Zweiten Weltkriegs fiel Domslau mit fast ganz Schlesien 1945 an Polen. Nachfolgend wurde es durch die polnische Administration in Domasław umbenannt. Die deutschen Einwohner wurden, soweit sie nicht schon vorher geflohen waren, vertrieben. Die neu angesiedelten Bewohner stammten teilweise aus Ostpolen, das an die Sowjetunion gefallen war. 1975 bis 1998 gehörte Domasław zur Woiwodschaft Breslau.

## Sehenswürdigkeiten
- Die römisch-katholische Pfarrkirche St. Adalbert (polnisch kościół pw. św. Wojciecha) war bis 1945 die evangelisch-lutherische Pfarrkirche St. Johannis Baptist. Das Gotteshaus, angeblich von Peter Wlast gegründet, dürfte früher die Funktion einer Mutterkirche des Umlands erfüllt haben. In einem Visitationsbericht der Herzogin Hedwig von Andechs, die 1267 heiliggesprochen wurde, erhielt die Kirche reichliche Schenkungen. In der Reformationszeit setzte der lutherische Stadtrat zu Breslau in Domslau einen lutherischen Geistlichen ein. Noch 1780 fand an den Sonntagen jeweils ein Gottesdienst in Polnisch und Deutsch statt. Im Zweiten Weltkrieg wurde das Langhaus zerstört. Vom Vorgängerbau blieben der Turm und die Umfassungsmauern erhalten. In der Nachkriegszeit wurde ein neues modernes Langhaus errichtet. Die Kirche umgibt ein Friedhof mit einer Umfassungsmauer sowie ein altes Torgebäude aus dem 16. bis 18. Jahrhundert, das ursprünglich als Eingang diente.

## Persönlichkeiten
- Hugo Berger (1897–1990), Jurist, Richter am Bundesarbeits- und Bundesverfassungsgericht